# Coupe du Maroc de football 2010
Navigation
Édition précédente Édition suivante
La saison 2010 de la Coupe du Trône est la cinquante-quatrième édition de la compétition.
Cette coupe est remportée par le FUS de Rabat, qui bat le Maghreb de Fès en finale.

## Tours préliminaires
Les tours préliminaires ont commencé en mois d'avril 2010 pour se terminer en mois d'août 2010. Ils se sont déroulés sur 4 tours regroupant toutes les équipes du championnat amateur et les équipes de la 2e division du championnat professionnel (à partir du 3e tour).

### 4etour
Le 4e et dernier tour préliminaire a eu lieu entre le 7 et 9 août 2010, il a connu la participation de 32 équipes appartenant à la 3e et 2e division du championnat marocain de football :
| Équipe 1                 | Équipe 2               | Résultat        |
| ------------------------ | ---------------------- | --------------- |
| Ittihad Fkih Ben Salah   | Racing Casablanca      | 1 - 0           |
| US Mohammedia            | FC Azza Azaq           | 5 - 1           |
| Youssoufia Berrechid     | Tihad Casablanca       | 2 - 1           |
| Chabab Houara            | Chabab Benguerir       | 2 - 1           |
| Union Sidi Kacem         | IR Tanger              | 1 - 2           |
| Wifaq Tenjdad            | Chabab Darouich        | 1 - 0           |
| Association Al Mansouria | Chabab Rif Al Hoceima  | 1 - 1 (1-4 tab) |
| Raja Al Hoceima          | Chabab Atlas Khénifra  | 1 - 4           |
| Hassania Bensergao       | Chabab Kasba Tadla     | 0 - 3           |
| Chabab Larache           | US Temara              | 0 - 3           |
| Club de Kasr Lakbir      | CODM Meknès            | 0 - 2           |
| Chabab Mohammedia        | Amal Tiznit            | 2 - 0           |
| Rachad Bernoussi         | Renaissance Settat     | 1 - 0           |
| Mouloudia Oujda          | US Y. Al Mansour Rabat | 4 - 0           |
| Fath Riadi Nador         | Stade Marocain         | 0 - 1           |
| Rapide Oued Zem          | Nouaceur Ouled Salah   | 0 - 1           |

## Seizièmes de finale
Les seizièmes de finale ont eu lieu entre le 13 et 19 août 2010.

## Phases finales

### Huitièmes de finale
Les huitièmes de finale se dérouleront entre le 5 et le 15 septembre 2010.
| 5 septembre 2010 | Difaa d'El Jadida | 0 - 0 a.p. | AS Salé | Stade El Abdi, El Jadida      |                               |
| 22h15 UTC        |                   | (0 - 0)    |         | Arbitrage : bouchaib al hrach | Arbitrage : bouchaib al hrach |

| 7 septembre 2010 | FUS de Rabat | 2 - 1   | Olympique de Khouribga | Complexe Sportif Moulay Abdallah, Rabat |  |
| 22h15 UTC        |              | (1 - 0) |                        |                                         |  |

| 8 septembre 2010 | Mouloudia d'Oujda | 0 - 1   | Moghreb de Tétouan | Stade d'honneur d'Oujda, Oujda |  |
| 15h30 UTC        |                   | (0 - 0) |                    |                                |  |

| 8 septembre 2010 | Hassania d'Agadir | 0 - 2   | Stade marocain | Stade Al Inbiaate, Agadir |  |
| 15h30 UTC        |                   | (0 - 1) |                |                           |  |

| 8 septembre 2010 | Raja de Casablanca | 1 - 1 a.p.  | Chabab Mohammedia | Stade Mohammed-V , Casablanca |  |
| 22h15 UTC        |                    | (0 - 0)     |                   |                               |  |
| 22h15 UTC        | 3                  | Tirs au but | 4                 |                               |  |

| 9 septembre 2010 | Maghreb de Fès | 1 - 1 a.p.  | FAR de Rabat | Complexe sportif de Fès, Fès |  |
| 22h15 UTC        |                | (0 - 0)     |              |                              |  |
| 22h15 UTC        | 7              | Tirs au but | 6            |                              |  |

| 14 septembre 2010 | KAC de Kénitra | 0-0         | CODM de Meknès | Stade municipal de Kénitra, Kénitra |                      |
| 16h00 UTC         |                | (0-0)       |                | Spectateurs : 12 000                | Spectateurs : 12 000 |
| 16h00 UTC         | 4              | Tirs au but | 2              | Spectateurs : 12 000                | Spectateurs : 12 000 |

| 15 septembre 2010 | Youssoufia de Berrechid | 2-2         | Olympique de Safi | Stade municipal de Berrechid, Berrechid |  |
| 16h00 UTC         |                         | (-)         |                   |                                         |  |
| 16h00 UTC         | 4                       | Tirs au but | 5                 |                                         |  |

### Quarts de finale
Les quarts de finale ont eu lieu les 8 et 10 octobre 2010.
| 8 octobre 2010 | Chabab Mohammedia | 0 - 0 a.p.  | Fath de Rabat | Stade El Bachir, Mohammedia |  |
| 15h UTC        |                   | (0 - 0)     |               |                             |  |
| 15h UTC        | 3                 | Tirs au but | 5             |                             |  |

| 8 octobre 2010 | Maghreb de Fès | 1 - 0   | Stade marocain | Complexe sportif de Fès, Fès |  |
| 20h UTC        |                | (1 - 0) |                |                              |  |

| 10 octobre 2010 | KAC de Kénitra | 0 - 0 a.p. | Moghreb de Tétouan | Stade municipal de Kénitra, Kénitra |  |
| 15h UTC         | 5              | (0 - 0)    | 4                  |                                     |  |

| 10 octobre 2010 | Olympique de Safi | 0 - 1 a.p. | Difaâ d'El Jadida | Stade El Massira, Safi |  |
| 19h UTC         |                   | (0 - 0)    |                   |                        |  |

## Demi-finales
Les demi-finales ont lieu le 6 novembre 2010.
| 6 novembre 2010 | Maghreb de Fès | 1 - 1 a.p.  | KAC de Kénitra | Stade Mohammed-V, Casablanca |  |
| 15h UTC         |                | (0 - 1)     |                |                              |  |
| 15h UTC         | 3              | Tirs au but | 2              |                              |  |

| 6 novembre 2010 | Fath de Rabat | 1 - 0   | Difaâ d'El Jadida | Stade Mohammed-V, Casablanca |  |
| 18h UTC         |               | (1 - 0) |                   |                              |  |

## Finale
La finale de l'édition 2009-2010 de la coupe du trône a eu lieu le 25 novembre 2010 à Rabat.
| 25 novembre 2010 | Maghreb de Fès | 1 - 2   | Fath de Rabat | Complexe Sportif Moulay Abdallah, Rabat |  |
| 16h45 UTC        |                | (0 - 1) |               |                                         |  |

## Vainqueur
| Vainqueur Coupe du Trône 2009-2010 FUS de Rabat 5e titre |

### Dotation
- dotation totale : 3,5 millions de MAD,
- vainqueur (1re place) : 1,5 million de MAD,
- finaliste (2e place) : 1 million de MAD,
- demi-finalistes (3e et 4e places) : 0,5 Million de MAD chacun[1].